# Win Tin
Win Tin (Gyobingauk, 12 maart 1929 – Rangoon, 21 april 2014) was een Myanmarees journalist, activist en politiek gevangene.

## Gevangenschap
In de nasleep van de beweging voor democratische hervormingen in 1988 richtte Win Tin met anderen de Nationale Liga voor Democratie op. Korte tijd later, in juli 1989 werd hij op 60-jarige leeftijd gearresteerd wegens zijn publicaties als journalist, op grond van antiregeringspropaganda. Ook werd hij beschuldigd van hulp bij een illegale abortus.
Win Tin kreeg een gevangenisstraf van 20 jaar opgelegd. Een van de redenen hiervoor was een poging om de Verenigde Naties op de hoogte te stellen van de voortdurende schendingen van de rechten van de mens in de gevangenissen in Myanmar. Tijdens zijn gevangenschap werd hij gemarteld en had hij te lijden onder een slechte medische behandeling. Hij bracht zijn tijd door in een cel die oorspronkelijk bestemd was voor militaire honden; hij had geen bed en soms langere tijd geen voedsel. Vanaf 2006 werd hem geen bezoek meer toegestaan van het Internationale Rode Kruis. 
Op 23 september 2008, op de leeftijd van 79 jaar, werd hij vrijgelaten. Na zijn vrijlating ging hij verder met politieke activiteiten. Hij belegde vergaderingen met leden van de partij en ondernam plannen om de NLD te reorganiseren.

## Onderscheidingen
In 2001 werd Win Tin de Guillermo Cano Internationale Prijs voor Persvrijheid van de UNESCO toegekend. Hetzelfde jaar ontving hij samen met zijn landgenoot San San Nweh de Gouden Pen van de Vrijheid van de World Association of Newspapers.